# KRI Nanggala (S-02)
Pour les autres navires du même nom, voir KRI Nanggala (homonymie).
Le KRI Nanggala (S-02) est un sous-marin de classe Whiskey (Project 613) de la marine indonésienne, fabriqué en Union soviétique.

## Conception
La conception initiale a été développée au début des années 1940 en tant que suite du sous-marin de Classe Chtchouka. À la suite de l’expérience de la Seconde Guerre mondiale et de la capture de la technologie allemande à la fin de la guerre, les Soviétiques ont émis une nouvelle exigence de conception en 1946. La conception révisée a été développée par le bureau d'études Lazurit basé à Gorki. Comme la plupart des sous-marins conventionnels conçus de 1946 à 1960, la conception a été fortement influencée par le Unterseeboot type XXI de l’Allemagne nazie. Au cours des années 1950, les chantiers navals soviétiques ont produit plus de 200 bateaux de classe Whiskey.

## Historique
Au cours des années 1950, l’Indonésie nouvellement indépendante a cherché à étendre son contrôle politique sur les îles périphériques, dont certaines arboraient encore le drapeau colonial néerlandais. Sous la direction du leader indépendantiste Soekarno, Jakarta a commencé à faire des achats importants d’armes soviétiques pour soutenir sa politique de « confrontation » consistant à utiliser la pression militaire. Ces acquisitions comprenaient douze sous-marins diesel-électriques soviétiques de 1470 tonnes de classe Whiskey et un ravitailleur de sous-marins (le KRI Ratulangi) pour les soutenir. Grâce à cet achat, l’Indonésie est devenue le premier pays d’Asie du Sud-Est à exploiter des sous-marins et, pendant environ une décennie, l’Indonésie a eu la plus grande flotte de sous-marins d’Asie du Sud-Est. Cela a commencé en 1959 avec deux sous-marins achetés via la Pologne : le RI Tjakra (S-01) et le RI Nanggala (S-02). La décennie suivante a vu une importante modernisation de la marine indonésienne, ainsi que l’achat en 1962 de dix autres sous-marins de classe Whiskey. Les sous-marins ont été livrés entre 1959 et 1962, avec des torpilles acoustiques anti-navires SAET-50 alors d’une technologie avancée. Les premiers équipages indonésiens ont reçu neuf mois de formation en anglais à Gdańsk, en Pologne, de la part d’instructeurs russes, y compris des croisières sur la mer Baltique.
Jakarta a rapidement utilisé ces sous-marins dans sa campagne pour le contrôle de la Nouvelle-Guinée occidentale, comme décrit par le contre-amiral Agung Pramono dans son Histoire de l’escadrille de sous-marins indonésiens. Jakarta a finalement atteint son objectif de forcer les Néerlandais à quitter la Nouvelle-Guinée occidentale. Puis, de 1963 à 1966, il s’est opposé militairement sans succès à la création d’un État malaisien indépendant, l’entraînant dans des affrontements répétés avec les forces australiennes. 
Cependant, le réchauffement des relations de Sukarno avec l’Union soviétique a inspiré les efforts américains pour le déstabiliser. Enfin, en 1966-1967, la CIA a aidé à orchestrer un coup d'État militaire de droite, qui a entraîné le massacre de plus d’un demi-million de communistes indonésiens et de minorités ethniques. Cette boucherie a refroidi les relations avec l’Union soviétique, qui a cessé de fournir les pièces de rechange et l’expertise de maintenance nécessaires pour faire fonctionner les sous-marins, forçant l’Indonésie à cannibaliser la majeure partie de sa flotte dans les années 1970.
Après la chute de Soekarno en 1967, la marine indonésienne a commencé à se détourner de l’équipement soviétique et à se tourner vers la technologie occidentale. Les derniers sous-marins de classe Whiskey ont été désarmés vers 1990. Les KRI Tjakra (401) et KRI Nanggala (S-02) ayant été retirés du service, ils ont remplacés par les KRI Cakra (401) et KRI Nanggala (402) de type 209/1300 allemand construits par Howaldtswerke-Deutsche Werft à Kiel en 1981. C’est un type de sous-marin utilisé par de nombreuses marines dans le monde entier